# فیلیپو آرتیولی
فیلیپو آرتیولی (انگلیسی: Filippo Artioli؛ زادهٔ ۲۵ ژانویهٔ ۱۹۹۸) بازیکن فوتبال است.